# コプロスタノール
コプロスタノール (5β-コプロスタノール) (英語 5β-Coprostanol = 5β-Cholestan-3β-ol) は、炭素数 27のスタノールである。高等動物と鳥類の腸の中で、コレステロールが生化学的水素化を受けて生成する。コプロスタノールは、環境中における人糞の存在の生物学的指標 (バイオマーカー) としてしばしば用いられる。

## 化学的性質

### 溶解性
5β-コプロスタノールは水に対する溶解度が低く、そのため高いオクタノール/水分配係数を示す (log Kow = 8.82)。これは、ほとんどの環境で 5β-コプロスタノールは固相に結び付いていることを意味する。

### 分解
嫌気性の沈殿物と土壌の中では 5β-コプロスタノールは数百年にわたって安定であるため、過去の糞便の排出状態の指標として使うことができる。このように、古環境の 5β-コプロスタノールの記録は、地域における人間の定住のタイミングをより精確に絞り込み、数千年にわたる人間の人口と農業活動の相対的な変化を再構築するために使用されてきた
。 

### 化学的分析
5β-コプロスタノールは -OH基を持っているので、しばしば脂肪酸を含む脂質と結合していることがある。そのため、エステル結合を鹸化するために強塩基 (NaOH またはKOH) を利用する。次に、遊離のステロールとスタノール（飽和ステロール）は、ヘキサンなどの極性の低い溶媒に分配することにより、極性脂質から分離される。分析に先立ち、ヒドロキシル基をBSTFA（ビス-トリメチルシリルトリフルオロアセトアミド）で誘導体化して、水素を極性の低いトリメチルシリル（TMS）基に置き換えることがよく行われる。機器分析は、ガスクロマトグラフ（GC）で水素炎イオン化検出器（FID）または質量分析計（MS）のいずれかを使用して行なわれることが多い。

### 異性体
糞便由来のスタノールと同様に、他の2つの異性体が環境中で同定されている。 5α-コレスタノール（5α-コレスタン-3β-オール）および epi-コプロスタノール（5β-コレスタン-3α-オール）である。

## 生成と存在

### 糞便由来
5β-コプロスタノールは、高等動物と鳥類の腸の中で、腸内細菌によるコレステロールからコプロスタノールの変換により生成される。ケトン中間体を経由する生成の一般的なスキームは、1990年に Grimalt らにより提案された図で見ることができる。
| コプロスタノールを産生する動物 | コプロスタノールを産生しない動物 |
| ------------------------------ | -------------------------------- |
| ヒト                           | イヌ                             |
| ウシ                           | ?                                |
| ヒツジ                         | ?                                |
| 鳥類                           | ?                                |

5β-コプロスタノールを産生しないことが示されている動物は少数であり、これらは表に見ることができる。 

## 下水のトレーサーとしての使用
環境中の 5β-コプロスタノールの主な発生源は、ヒトの排泄物である。未処理下水中の 5β-コプロスタノールの濃度は、乾燥固形分の約 2 - 6%である。 この比較的高い濃度とその安定性により、サンプル、特に堆積物中の糞便の評価に使用できる。 

### 5β-コプロスタノール / コレステロール 比
5β-コプロスタノールは脊椎動物の腸の中でコレステロールから生成されるため、反応物に対する生成物の比率を使用して、サンプル中の糞便の程度を示すことができる。生の未処理の下水は、通常、5β-コプロスタノール / コレステロール比が約 10であり、下水処理プラント (STP）によって減少し、排出される廃水では比が約 2になる。希釈されていない STP廃水は、この高い比率によって識別される可能性がある。糞便物質が環境中に分散するにつれて、動物からのより多くの（非糞便）コレステロールに遭遇するにつれて、比率は減少する。Grimalt と Albaigesは、5β-コプロスタノール / コレステロール比が 0.2を超えるサンプルは、糞便物質によって汚染されていると見なされる可能性があることを示唆している。 

### 5β-コプロスタノール /( 5β-コプロスタノール + 5α-コレスタノール) 比
ヒトの糞便汚染の別の尺度は、飽和ステロール型の 2つの 3β-オール異性体の比率である。5α-コプロスタノールは、細菌によって環境中で自然に形成され、一般に糞便起源ではない。比率が 0.7以上のサンプルは、人糞による汚染の可能性があり、0.3以下では汚染がないと見なせる。これら 2つのカットオフ値の間の比率を持つサンプルは、この比率だけに基づいて簡単に分類することはできない。 
(グラフは en:Coprostanol#5β-Coprostanol / (5β-Coprostanol + 5α-Cholestanol) Ratio) を参照
(グラフの) 赤の領域にある堆積物は、2つの比率の両方で「汚染されている」と分類され、緑の領域にある堆積物は、同じ基準で「汚染されていない」と分類される。青の領域のものは、5β-コプロスタノール / コレステロール比では「汚染されていない」、5β-コプロスタノール / (5β-コプロスタノール + 5α-コレステロール）比では「不確実」である。0.3から 0.7のカットオフの間のサンプルの大部分は、5β-コプロスタノール / コレステロール比に従って「汚染されていない」と見なされるため、0.3の値はやや控えめなものと見なす必要がある。 

### 5β-コプロスタノール / 24-エチルコプロスタノール 比
ウシやヒツジなどの草食動物は、主要なステロールとしてβ-シトステロールを含む陸生植物（草）を消費する。 β-シトステロールはコレステロールの 24-エチル誘導体であり、陸生植物のバイオマーカーとして使用できる（セクションを参照）。これらの動物の腸では、細菌が 5位の二重結合を生物学的水素化して 24-エチルコプロスタノールを生成するため、この化合物は草食動物の糞便のバイオマーカーとして使用できる。 さまざまなソース材料の典型的な値は、後の Gilpin の表に見ることができる。
| Source                    | 5β-cop / 24-ethyl cop |
| ------------------------- | --------------------- |
| 浄化槽                    | 2.9 – 3.7             |
| 地域の排水                | 2.6 – 4.1             |
| 食肉処理工場-ヒツジ、ウシ | 0.5 – 0.9             |
| 畜舎の洗浄水              | 0.2                   |

### epi-コプロスタノール / コレステロール
下水処理中に、5β-コプロスタノールは　5β-コレスタン-3α-オール、つまり epi-コプロスタノールに変換される。また、環境中で 5β-コプロスタノールから epi-コプロスタノールへのゆっくりした変換がある。このため、この比率は下水処理の程度、または環境中での経過時間を示す。5β-コプロスタノール / コレステロール 比と epi-コプロスタノール / 5β-コプロスタノール のクロスプロットは、糞便汚染と下水処理の両方を示す。
(グラフは en:Coprostanol#Epi-coprostanol / 5β-coprostanol) を参照

## 関連するマーカー

### 5α-コレスタノール / コレステロール
環境中では、バクテリアはコレステロールから 5β異性体よりも 5α-コレスタン-3β-オール（5α-コプロスタノール）を優先的に生成する。この反応は主に嫌気性還元堆積物で起こり、5α-コプロスタノール / コレステロール比はそのような条件の二次（プロセス）バイオマーカーとして使用できる。このマーカーのカットオフ値は提案されていないため、相対的な意味で使用される。 比率が大きいほど、環境が減少する。還元環境は、多くの場合、有機物の投入量が多い地域に関連している。 これには、下水由来の排出物が含まれる場合がある。還元条件と潜在的な発生源との関係は、下水指標とのクロスプロットで見ることができる。
(グラフは en:Coprostanol#Related markers) を参照
この関係から、下水排出が堆積物の嫌気性還元条件に部分的に関与していることが示唆されるかもしれない。

## 考古学研究における使用
コプロスタノールとその誘導体エピコプロスタノールは、考古学および古環境の研究で、土壌中での寿命と人間の腸での生産との強い関連性から、過去の人間活動の指標として使用されている。 研究者は、コプロスタノールの存在を利用して、汚水だまりや肥料などの景観活動などの考古学的特徴を特定した。コプロスタノールの濃度の経時変化を使用して、特定の堆積環境内で人口の再構築が作成できる。